# Maria Koptjevskaja Tamm
Maria Koptjevskaja Tamm (uttal [maˈriːa kɔpˈtɕɛfskaja ˈtam]; ryska: Мария Копчевская Тамм, ryskt uttal: [mɐˈrʲijə kɐpˈtɕefskəjə ˈtam]), född 12 juni 1957, är en svensk språkvetare och professor i allmän språkvetenskap vid Stockholms universitet sedan 2001. Hon är gift med universitetslektor Martin Tamm.

## Biografi
Koptjevskaja Tamm växte upp i Moskva och blev intresserad av lingvistik efter att hon hade deltagit i en lingvistiktävling som 15-åring. 1979 tog hon examen i lingvistik från Moskvauniversitetet, flyttade till Sverige 1980 och disputerade vid Stockholms universitet 1988 med avhandlingen A typology of action nominal constructions.
Koptjevskaja Tamm forskar främst inom typologi, i synnerhet inom semantik och hur ordens betydelse samverkar med grammatiken. Hon har även studerat areal typologi i Europa, och främst areala likheter mellan språk runt Östersjön.
Koptjevskaja Tamm är ledamot av vetenskapsakademin Academia Europaea sedan 2010. Hon är redaktör för flera tidskrifter inom lingvistik. 2018 tilldelades hon Rettigska priset av Vitterhetsakademien.

## Publikationer (urval)
- 1988 – A typology of action nominal construction (avhandling)
- 1993 – Nominalizations
- 2001 – The Circum-Baltic languages: typology and contact. Vol. 1–2 (redaktör med Östen Dahl)
- 2001 – Adnominal possession (bokkapitel)
- 2008 – Approaching lexical typology (bokkapitel)
- 2015 – The linguistics of temperature (redaktör)
- 2016 – The lexical typology of semantic shifts (redaktör)